# 太原市小店区第一中学
太原市小店区第一中学，简称太原小店一中或小店一中，是一所由山西省太原市教育局管辖的普通高级中学。学校是太原市普通高中示范学校、山西省省级示范高中。

## 校史
小店一中的前身是1975年根据毛泽东的五七指示开办的太原市南郊区五七大学。1976年，太原市南郊区五七大学改办为太原市南郊中学。1986年，南郊中学更名为南郊区第一中学。1998年，太原市行政区划调整，南郊区撤销，学校所在地划归小店区，学校遂更名为小店区第一中学。
学校最初分设在太原市的小店镇、黄陵两地，总校设在小店，分校设在黄陵，为一所完全中学。1978年，太原市教育局接管黄陵分校，并将南郊中学定为市级、区级重点学校，只设高中，并面向全区招生。1982年增设初中，1986年初中并入南郊三中，仍只有高中至今。

## 学校精神
- 办学理念：成人、成才、成功[4]
- 教育理念：厚德博学[4]
- 校风：仁、义、礼、智、信[4]
- 师生行动指南：对人感恩、对己克制、对物珍惜、对事尽责[4]
- 校训：仁爱、和谐、诚信、卓越[4]